# Spiridon Kisliakov
Archimandrite Spiridon
Pour les articles homonymes, voir Kisliakov.
L'archimandrite Spiridon Kisliakov (Спиридо́н Кисляков) est un moine et prêtre orthodoxe russe né en 1875 et mort en 1930.
Tour à tour missionnaire en Sibérie, aumônier de bagnes, aumônier militaire, acteur social parmi les plus démunis, auteur d'écrits pacifistes et spirituels.
Il fut surtout connu en France durant la seconde moitié du XXe siècle pour son récit autobiographique "Mes missions en Sibérie".

## Éléments biographiques
Né le 4 mars 1875 dans un petit village du gouvernement de Riazan dans l'empire russe (250 km au sud de Moscou) Georgy Stepanovitch Kisliakov (Гео́ргий Степа́нович Кисляко́в) est dès son enfance fasciné par la beauté de la nature qui fut, sa vie durant, le lieu où il aimait à se retirer pour se livrer à la méditation sur Dieu et la contemplation de la beauté de sa création comme en témoignent de nombreuses pages de ses écrits.
Très jeune, doté d'une étonnante perception poétique du monde et d'une faim spirituelle, il vient à l'église qui l'attire par sa supériorité esthétique et spirituelle sur la réalité rurale environnante.
Jeune adolescent, il décide dès l'age de treize ans de partir en pèlerinage sans argent jusqu'à Odessa puis de là se rendre au Mont Athos avant de revenir en Russie. Plus tard, il parlera de ce temps comme le meilleurs de sa vie.
A vingt ans, il est envoyé en Sibérie pour accompagner les missions, en tant que prédicateur laïc. Il fréquente des petites gens, mais aussi ceux qui sont en marge comme les "Vieux-croyants", les peuples autochtones envers qui il se refuse à entrer dans une logique de pression religieuse qui avait fréquemment cours à l'époque.
Consacré hiéromoine en 1903, il est amené à prêcher aux détenus des bagnes de Tchita et de Nertchinsk. Son approche profondément miséricordieuse et dépourvue de tout jugement le rend particulièrement populaire auprès des détenus.
À la veille de la Première Guerre mondiale, en 1913, il est transféré à Odessa où il est confronté à la misère, liée à la récente industrialisation, des ouvriers sans logis. Il puisera l'inspiration de son action non dans les revendications révolutionnaires, mais dans le radicalisme évangélique du Sermon sur la montagne.
La première guerre mondiale est pour lui l'occasion d'une remise en question profonde, étant tiraillé entre son patriotisme et la conviction qu'il y a incompatibilité entre la foi chrétienne et la guerre. Afin d'être au plus près de la réalité du terrain, il s'engage en 1915 comme aumônier militaire, étant confronté aux soldats blessés, aux victimes d'une épidémie de choléra, à des cas de folie, aux désertions. C'est en cette année 1915 qu'il est élevé au rang honorifique d'archimandrite. Toutefois, la contradiction qu'il ressent entre la foi chrétienne et la guerre ne désempare pas au point qu'il décide de rédiger une "Confession" à l'adresse du Saint Synode dans laquelle il exprime son désaccord complet avec la politique de soutien à la guerre par l'Eglise. Cette "confession", qui ne parviendra jamais au Saint-Synode, sera insérée en appendice à un livre "Исповедь священника перед Церковью" (Confession d'un prêtre devant l'Eglise) qu'il publie en 1920.
Après la Révolution de 1917, l'archimandrite Spiridon fonde à Kiev la "Fraternité du Très-doux Jésus" (Братство Сладчайшего Иисуса) en faveur des plus démunis, "fraternité" dans laquelle les plus pauvres ne sont pas considérés comme des assistés, mais comme des membres à part entière ; anticipant d'une certaine manière ce qui se fit plus tard en France par l'Abbé Pierre ou Joseph Wresinski.
Il participe aussi à des cercles intellectuels et commence à publier divers écrits.
Nommé recteur de l'Église de la Transfiguration à Kiev, il désire diminuer la distance qui peut séparer le clergé des fidèles, et avec l'autorisation du métropolite Vladimir de Kiev garde les portes royales ouvertes, célèbre en russe (et non en slavon) et prononce toutes les prières à haute voix afin que les paroissiens puissent suivre l'ensemble de la Liturgie. De plus, il lui arrive de pratiquer l'absolution collective. Cette manière de pratiquer lui est, dès 1920, reprochée par métropolite Antoine Khrapovitsky qui finit par lui interdire de célébrer. On sait toutefois qu'en 1926, il célébrait de nouveau.
À l'automne 1927, l'archimandrite Spiridon fut un des signataires de l'Appel de Kiev, qui dénonçait la politique du métropolite Serge, Locum tenens de Tikhon, qui venait de publier la "Déclaration de loyauté" au régime soviétique. De tous les signataires de cet "Appel de Kiev", l'archimandrite Spiridon est le seul à n'avoir pas fini ses jours en camps de détention, une campagne anti-religieuse, ciblant entre-autres les "non-commémorants", ayant débuté peu de temps après son décès.
Il mourut le 11 septembre 1930. Son cortège funèbre fut accompagné d'une foule des miséreux de la ville. Il est enterré au cimetière Solomenskoe de Kiev.

## Œuvres
De février à octobre 1917, il fait publier de manière anonyme en plusieurs livraisons de la revue "La pensée chrétienne" (Христианская мысль) sous le titre "Choses vues et vécues" (Из виденного и пережитого) ses souvenirs de jeunesse et des anecdotes de son temps de missions dans l'Altaï et d’aumônier parmi les bagnards. Ce récit, traduit en français en 1950 par le slaviste Pierre Pascal sous le titre "Mes missions en Sibérie" connut une certaine postérité en France, étant plusieurs fois réédité.
En 1919, il poursuit et complète son autobiographie en publiant "Confession d'un prêtre à l'Eglise" (Исповедь священника перед церковью) dans laquelle insère la lettre qu'il avait adressée au St Synode.
En 1920 il publie "Царь Христианский" (Le tsar chrétien), un ouvrage sous forme de dialogue entre un vagabond nommé "Ao" et ses sept disciples sur l'enseignement de Jésus. De ce texte, qui peut être considéré comme un "testament spirituel", et dans lequel il reprend substantiellement les mêmes thèmes que dans sa "Confession d'un prêtre devant l'Eglise", il écrit dans la préface : "J’y ai révélé toute ma compréhension de l’essence du christianisme et j ’y formule jusqu’au bout comment et en quoi je crois". C'est sur ce livre que, pour la première fois, son nom de famille, Kisliakov (Кисляко́в), apparaît.

## Postérité
Si, durant la période soviétique, son nom est un peu connu dans l'émigration russe en France, il est totalement oublié en URSS, et il faut attendre la fin du XXe siècle, en particulier l'étude d'Antoine Lambrechts de l'Abbaye de Chevetogne en 1995 pour que l'on s'intéresse de nouveau à lui.
Outre les trois textes publiés entre 1917 et 1920, plusieurs écrits ont été retrouvé et ont connu leur première publication en russe, tandis que d'autres encore (son "Journal", des "Mémoires", des "Réflexions sur l'Évangile", un recueil de "Types psychologiques", conservés par une de ses filles spirituelles, veuve d'un prêtre abattu en 1937) ont récemment été mis à jour et sont en préparation pour publication.

## Publications

### Traduction étrangère
Ceux de ses ouvrages qui avaient déjà été publiés en 1917 et 1919 sont réédités en russe et ont commencé à être traduits en diverses langues. D'autres documents du patrimoine du P. Spiridon ont été publiés en russe.
- Archimandrite Spiridon : “Mes missions en Sibérie. Souvenirs d’un moine orthodoxe russe. Traduction et introduction de Pierre Pascal”. Paris, Cerf, 1950. Reedit. 1968 (coll “Foi vivante”).
- Archimandrite Spiridon : “Le mie missioni in Siberia. Cose viste e vissute.” Presentazione di Enzo Bianchi. Torino, Piero Gribaudi, 1982, 120 p. (Première traduction italienne, basée sur la traduction française).
- SPIRIDON [KISLJAKOV], Archimandrite : “Verstoßene Seelen. Ein Priesterleben im alten Russland.” Aus dem Russischen Original übersetzt von Thomas RÜETSCHI und Antoine LAMBRECHTS. Graz, Styria, 1994, 284 p (Première traduction allemande du texte de 1917, complété par des extraits du texte de 1919).
- Archimandrita Spiridón : "Recuerdos de un misionero en Siberia", Traducido por Francisco José López y José María Hernández del original ruso, 2003 (Première traduction espagnole)
- Arhimandritul Spiridon Kislykov : "Duhovnicul închisorilor, Notițele unui misionar rus în Siberia", Bucureşti, 2009 (Première traduction roumaine)
- Archimandrite Spiridon : “Mes missions en Sibérie, suivi de Confession d’un prêtre devant l’Eglise”. Traduit du russe par Pierre Pascal et Michel Evdokimov. Introduction de Michel Evdokimov. Paris, Cerf, 2010 (Réédition de la traduction de 1950, complété de la première traductionfraçaise du texte de 1919)
- Archimandrite Spyridon : “Things I Have Seen and Experienced: The Active Love of a Missionary Pastor”, 2010 (Première traduction anglaise).

### Réédition en russe
- " Из виденного и пережитого" (Choses vues et vécues) Première édition russe : 1917 ; première réédition russe : 1993, à Riga ; première réédition en Russie : 1998.
- "Исповедь священника перед Церковью" (Confession d'un prêtre devant l'Eglise) Première édition : 1919.
- " Царь Христианский" (Le Christ-Roi) Première édition : 1920.

### Première publication en russe
- "Я хочу пламени. Жизнь и молитва" (Je veux une flamme. Vie et prière)
- "Нерчинская каторга. Земной ад глазами проповедника" (Servitude pénale de Nerchinsk. L'enfer terrestre à travers les yeux d'un prédicateur)
- "Тайный год. Неизвестный дневник священника" (L'année secrète. Journal d'un prêtre inconnu)

## Etudes sur le P. Spiridon
- LAMBRECHTS, Antoine : "Qui était l'archimandrite Spiridon ?" in Contacts, Revue française de l'Orthodoxie 47 (1995), no 170, pp. 106–117., 1995
- MERLO, Simona : "Chez les pauvres des banlieues urbaines ; la mission de l'archimandrite Spyridon (Kisljakov) à Odessa et Kiev" in Irenikon, 2007-2-3, p 267-293
- LAMBRECHTS, A. : "KISLJAKOV (Spyridon)" in Dictionnaire d'histoire et de géographie ecclésiastique, Tome vingt-neuvième, Letouzy et Ané, Paris 2007, col. 198-200.
- MERLO, Simona – Una vita per gli ultimi. Le missioni dell’archimandrita Spiridon. Bose, Edizioni Qiqajon, 2008, 193 p. 2008